# Martina Noseková
Martina Noseková est une joueuse slovaque de volley-ball née le 1er avril 1985 à Bratislava. Elle mesure 1,82 m et joue au poste de réceptionneuse-attaquante. Elle a totalisé 95 sélections en équipe de Slovaquie.

## Clubs
| Club                    | De        | À         |
| ----------------------- | --------- | --------- |
| SSK Bilikova Bratislava | 1998-1999 | 2001-2002 |
| Slávia UK Bratislava    | 2002-2003 | 2007-2008 |
| VK Kralovo Pole Brno    | 2008-2009 | 2008-2009 |
| Volley Loreto           | 2009-2010 | 2009-2010 |
| Volley 2002 Forlì       | 2010-2011 | 2010-2011 |
| Azerrail Bakou          | fév 2011  | mai 2011  |
| Olympiakós Le Pirée     | 2011-2012 | 2011-2012 |
| Nantes Volley           | 2012-2013 | 2012-2013 |
| Dauphines Charleroi     | 2013-2014 | 2014-2015 |
| NawaRo Straubing        | 2015-2016 | 2015-2016 |
| Barbãr Girls            | 2016-2017 | 2016-2017 |
| VDK Gent Dames          | 2017-2018 | 2017-2018 |
| Asterix Avo Beveren     | 2018-2019 | …         |

## Palmarès
- Challenge Cup
  - Vainqueur : 2011.
- Championnat de Slovaquie
  - Vainqueur : 2004, 2008.
  - Finaliste : 2005, 2006, 2007.
- Coupe de Slovaquie
  - Vainqueur : 2004, 2005, 2006.
  - Finaliste : 2007, 2008.
- Championnat de Grèce
  - Finaliste : 2012.
- Coupe de Grèce
  - Vainqueur : 2012.
- Championnat de Belgique
  - Vainqueur : 2019.
  - Finaliste : 2014, 2015.
- Supercoupe de Belgique
  - Vainqueur : 2018.
  - Finaliste : 2017.